# Roberto De Francesco
Pour les articles homonymes, voir Francesco.
Roberto De Francesco, né le 2 mars 1964 à Caserte en Campanie, est un acteur italien.

## Biographie
Roberto De Francesco est né à Caserte 2 mars 1964. Il commence une formation d'acteur au Teatro Studio de Caserte de Toni Servillo puis fréquente le Centro Sperimentale di Cinematografia. Roberto De Francesco débute au cinéma en 1987 dans Il grande Blek de Giuseppe Piccioni aux côtés de Francesca Neri. Il est actif au cinéma, au théâtre et à la télévision.

## Filmographie partielle

### Cinéma
- 1987 : Il grande Blek de Giuseppe Piccioni[3].
- 1989 : Nulla ci può fermare d'Antonello Grimaldi
- 1989 : Bankomatt de Villi Hermann
- 1991 : Le Porteur de serviette (Il portaborse en italien) de Daniele Luchetti
- 1992 : Mort d'un mathématicien napolitain (Morte di un matematico napoletano) de Mario Martone
- 1996 : La Seconde Fois (La seconda volta) de Mimmo Calopresti
- 1998 : Théâtre de guerre ( Teatro di guerra) de Mario Martone
- 2001 : La Chambre du fils (La stanza del figlio) de Nanni Moretti
- 2001 : L'Homme en plus (L'uomo in più) de Paolo Sorrentino
- 2007 : Piano, solo de Riccardo Milani
- 2010 : Frères d'Italie ( Noi credevamo) de Mario Martone
- 2013 : Miele de Valeria Golino
- 2016 : Le ultime cose de Irene Dionisio
- 2018 : Silvio et les Autres (Loro) de Paolo Sorrentino
- 2019 : Il sindaco del Rione Sanità de Mario Martone
- 2021 : Ariaferma de Leonardo di Costanzo
- 2023 : Volare de Margherita Buy

### Télévision
- 2020 : Luna nera
- 2025 : Son of The Century : préfet Alfredo Lusignoli

## Distinctions
- En 2013, au Courmayeur Noir in Festival, il a obtenu le Prix pour la meilleure interprétation dans  Neve de Stefano Incerti.
- En 2017, nomination au David di Donatello du meilleur acteur dans un second rôle dans Le ultime cose de Irene Dionisio[2].